# Liste der Monuments historiques in Dettwiller
Die Liste der Monuments historiques in Dettwiller führt die Monuments historiques in der französischen Gemeinde Dettwiller auf.

## Liste der Bauwerke
| Bezeichnung                         | Beschreibung                                                                                          | Standort                 | Kennzeichnung | Schutzstatus | Datum | Bild           |
| ----------------------------------- | --- | ------------------------ | ------------- | ------------ | ----- | -------------- |
| Simultankirche St-Jacques-le-Majeur | in der von 1783 bis 1785 gebauten Kirche: sechs Grabmäler aus der zweiten Hälfte des 17. Jahrhunderts | Place de l’Église (Lage) | PA00084690    | Inscrit      | 1936  | weitere Bilder |

## Liste der Objekte
| Bezeichnung                | Beschreibung                           | Standort                                  | Kennzeichnung | Schutzstatus   | Datum     | Bild           |
| -------------------------- | -------------------------------------- | ----------------------------------------- | ------------- | -------------- | --------- | -------------- |
| Orgel                      | Ensemble aus PM67001007 und PM67000048 | in der Kirche St-Jacques-le-Majeur (Lage) | PM67001006    | Inscrit Classé | 1982 1980 | weitere Bilder |
| Orgelprospekt              | 1835 von Stiehr-Mockers gebaut         | in der Kirche St-Jacques-le-Majeur (Lage) | PM67001007    | Inscrit        | 1982      | weitere Bilder |
| Instrumentalteil der Orgel | 1835 von Stiehr-Mockers gebaut         | in der Kirche St-Jacques-le-Majeur (Lage) | PM67000048    | Classé         | 1980      |                |